# Letícia Persiles
Letícia Persiles (Río de Janeiro, Brasil, 7 de enero de 1983) es una cantante y actriz de televisión brasileña más conocida por interpretar el rol principal en la telenovela Amor Eterno Amor de Rede Globo.

## Vida personal
Persiles está casada con el director Luiz Fernando Carvalho, a quien conoció por primera vez durante la filmación de la miniserie Capitu en 2008, con él tiene un hijo.

## Carrera

### Carrera como actriz
Participó como la adolescente Capitu en la miniserie homónima de Rede Globo, y que estuvo basada en el libro Dom Casmurro del escritor brasileño Machado de Assis. Letícia Persiles realiza el rol principal en la telenovela del 2012 Amor Eterno Amor como la periodista Miriam Allende, Quien es el principal interés romántico del personaje interpretado por Gabriel Braga Nunes. Letícia Persiles reemplazó a Carol Castro, quien originalmente era la que interpretaba el rol principal en la telenovela.

### Carrera como cantante
Letícia Persiles es la vocalista de la banda Manacá.

## Filmografía
- Happy Hour  (2019)

## Televisión
| Televisión | Televisión       | Televisión                    | Televisión |
| Año        | Título           | Rol                           |            |
| ---------- | ---------------- | ----------------------------- | ---------- |
| 2008       | Capitu           | Young Capitu Capitolina Pádua |            |
| 2012       | Amor Eterno Amor | Miriam Allende                |            |
| 2015       | Além do Tempo    | Anita de Lucca                |            |